# Széptelep
Széptelep, román nyelven Mândra, falu Romániában, Erdélyben, Szeben megyében. Közigazgatásliga Ladamos községhez tartozik.

## Fekvése
Vízaknától északra fekvő település.

## Története

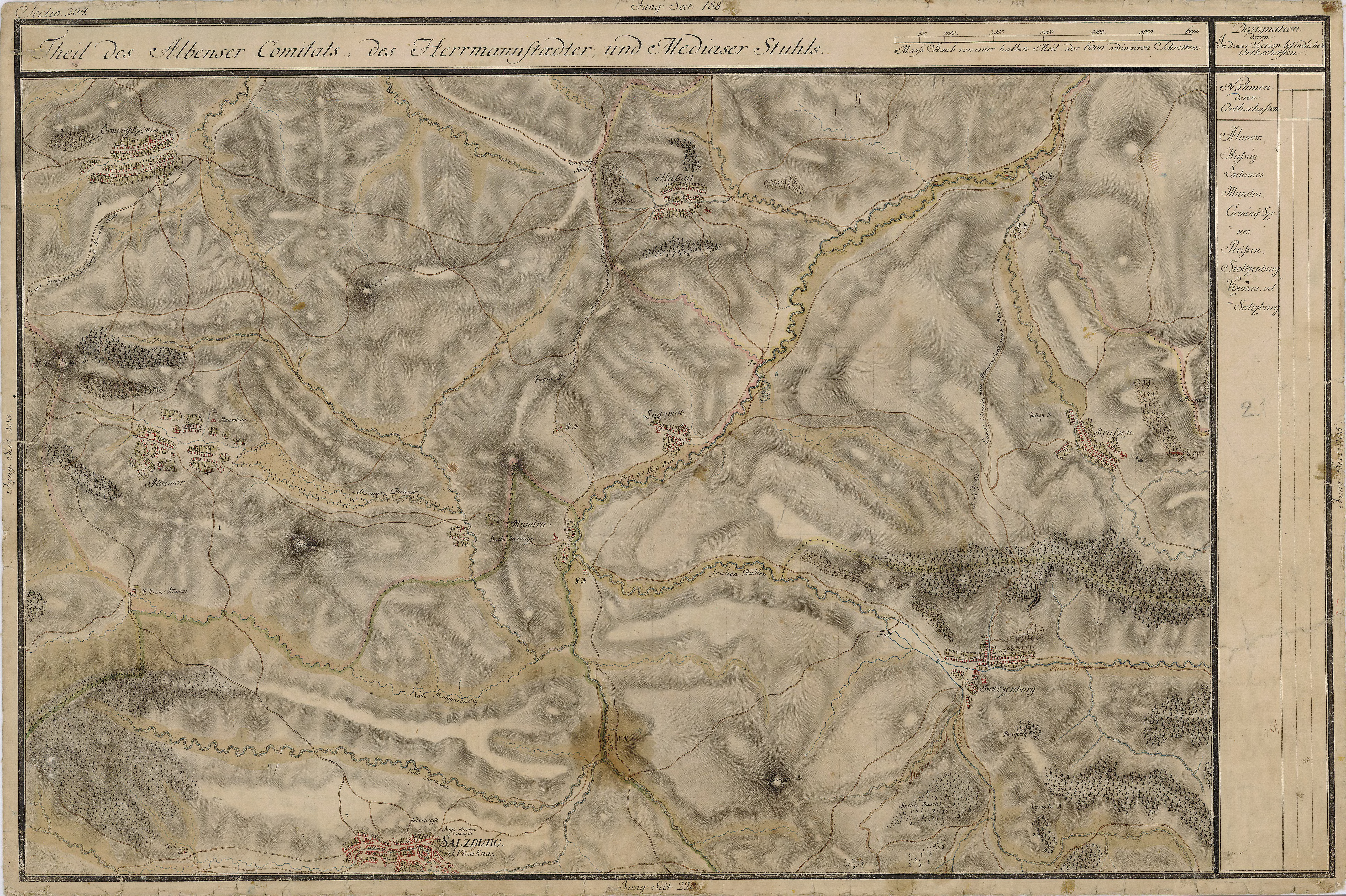
Széptelep egy régi térképen

Széptelep nevét 1750-ben említette először oklevél Mondranéven.
Későbbi névváltozatai: 1808-ban Mundra, Kladendorf, 1888-ban Mundra, 1913-ban Széptelep.
A trianoni békeszerződés előtt Alsó-Fehér vármegye Kisenyedi járásához tartozott.
1910-ben 217 lakosából 216 román volt. Ebből 3 görögkatolikus, 213 görögkeleti ortodox volt.